# Surus (éléphant)
Surus (« Le Syrien ») est considéré comme le dernier des éléphants de guerre de l'armée du général carthaginois Hannibal Barca pendant son passage en Italie au cours de la deuxième guerre punique.
Plusieurs écrivains romains relatent l'existence de Surus, qui était probablement un grand mâle avec une seule défense. Bien qu'une pièce de monnaie carthaginoise frappée à l'époque d'Hannibal représente un éléphant d'Afrique, les historiens, imprégnés de l'idée (inexacte) que l'éléphant d'Afrique ne peut pas être apprivoisé, ont supposé que Surus était un éléphant indien descendant des éléphants ramenés en Égypte par le lieutenant d'Alexandre le Grand, Ptolémée.
Surus aurait été l'éléphant préféré d'Hannibal, et le dernier survivant des 37 éléphants de guerre utilisés pendant la traversée des Alpes.
Selon Plaute, Surus avait une couverture rouge, probablement aussi un bouclier rouge et un howdah (construction sur le dos des animaux semblable à un palanquin) qui aurait servi en tant que plate-forme pour Hannibal afin de l'aider à superviser le champ de bataille après avoir perdu un œil à la suite d'une infection.

## Influence
- En 2017, le constructeur automobile américain General Motors révèle une plateforme autonome à hydrogène nommée Surus en hommage à l'éléphant d'Hannibal[4].
- Surus est le nom d'un éléphant de guerre dans le jeu vidéo Assassin's Creed Origins[5].